# Carlos Muzzio Sáenz-Peña
Carlos Muzzio Sáenz-Peña (Buenos Aires, Argentina, 1885 - Buenos Aires, 1954) fue un escritor, traductor, orientalista y periodista argentino, director del periódico El Mundo, tabloide que publicó la flor y nata de la literatura e historieta argentina de la época, incluyendo las Aguafuertes Porteñas de Roberto Arlt, Patoruzú de Dante Quinterno, Mafalda, de Quino, artículos de Conrado Nalé Roxlo, Leopoldo Marechal y el filósofo Vicente Fatone.
Muzzio Sáenz-Peña era ya colaborador de Alberto Haynes, propietario de la Empresa Editorial Haynes Limitada —que, además de El Mundo, publicó varios otros medios cruciales en la historia de la prensa argentina, incluyendo la Radio El Mundo, Mundo Argentino (dirigido por Ernesto Sabato), Mundo Deportivo y la revista humorística Tía Vicenta, donde Landrú desarrolló su estilo característico— cuando este fundó el periódico antes mencionado, el 3 de abril de 1928. Su dirección estuvo brevemente a cargo del literato Alberto Gerchunoff, pero la publicación tuvo poco éxito y se extinguió al 12 de mayo siguiente. Muzio-Sáenz Peña se hizo cargo de la misma a partir del 14 de mayo; bajando el precio a la mitad (5 centavos, irrisorio en comparación con el coste de los otros periódicos de la época). La agresiva política comercial y las hábiles contrataciones de su director hicieron del periódico un éxito rotundo; el 5 de agosto de ese año se incorporaría Arlt a la redacción. Sus Aguafuertes, publicadas los martes, duplicaban la circulación del periódico; el astuto Muzio comenzó poco después a publicarlas rotativamente, para estimular la compra diaria. Contrató también a Marechal, aunque brevemente. El periódico se distanció rápidamente de sus competidores con un formato predominantemente gráfico, de noticias breves y muy sintéticas —Muzio puso como epígrafe la sentencia de Baltasar Gracián lo bueno, si breve—, con un fuerte contenido de opinión. En menos de un año logró una gran cantidad de público. Muzio seguiría al frente del mismo hasta que la editorial se absorbiese en el consorcio editorial Alea, durante el primer gobierno de Juan Domingo Perón.
Muzzio fue también traductor (tradujo un volumen de libros de viaje en Argentina, publicado en 1923 por el Instituto de Investigaciones Históricas de la Universidad de Buenos Aires) y cuentista. Se destacan entre sus obras Las Veladas de Ramadán, publicada en Barcelona. Su hijo, también llamado Carlos Muzio-Sáenz Peña, es el autor de la obra Barriosorte y otros cuentos, publicada por Editorial Armerías. Su hija, Susana Muzio, siguió una carrera similar como periodista y narradora.